# Cazaquistão nos Jogos Olímpicos de Verão de 2020
Cazaquistão esteve representado nos Jogos Olímpicos de Verão de 2020 por um total de 95 desportistas, que competiram em 19 desportos. O responsável pela equipa olímpica é o Comité Olímpico Nacional do Cazaquistão, bem como as federações desportivas nacionais da cada desporto com participação.
Os portadores da bandeira na cerimónia de abertura foram o boxeador Kamshybek Konkabayev e a atleta Olga Rypakova.

## Medalhistas
A equipa olímpica do Cazaquistão obteve as seguintes medalhas:
| Nome                 | Desporto     | Competição             |
| -------------------- | ------------ | ---------------------- |
| Ouro                 |              |                        |
| —                    |              |                        |
| Prata                |              |                        |
| —                    |              |                        |
| Bronze               |              |                        |
| Saken Bibosynov      | Boxe         | Mosca (52 kg) M        |
| Kamshybek Konkabayev | Boxe         | Superpesado (+91 kg) M |
| Igor Son             | Halterofilia | 61 kg M                |
| Zulfiya Chinshanlo   | Halterofilia | 55 kg F                |
| Darjan Asadilov      | Caratê       | 67 kg M                |
| Sofia Berultseva     | Caratê       | +61 kg F               |
| Nurislam Sanayev     | Luta livre   | 57 kg M                |
| Yeldos Smetov        | Judô         | –60 kg M               |